# Andrew James Trauth
Andrew James Trauth (* 14. září 1986 Chicago, Illinois), všeobecně známý jako A. J. Trauth, je americký herec, zpěvák a dabér.

## Kariéra
Filmová kariéra A. J. Trautha začíná v roce 1999, kdy, ve věku 13 let, získává roli Bena ve filmu Search for the Jewel of Polaris: Mysterious Museum. Rok poté ztvárňuje roli Alana Twittyho v úspěšném seriálu Báječní Stevensovi. Díky tomuto seriálu začíná jeho úspěšná dráha mladého herce. V roce 2002 byl dokonce nominován na ocenění Young Artist Awards za nejlepší herecký výkon v seriálu Báječní Stevensovi. Od té doby měl četná vystoupení a role v řadě filmů a televizních pořadů.
Rok 2003 byl pro toho herce velice úspěšný, získal svou další velkou roli ve filmu Jedno přání, kde si zahrál společně s Lalaine. Dále byl natočen komediální film Stevensovi bodují navazující na seriál Báječní Stevensovi. Následně hrál ještě menší role ve dvou seriálech a začal s dabováním Jacka Longa v animovaném seriálu Americký drak.
Následovalo mnoho dalších malých i velký rolí, například v seriálech Dr. House, Kriminálka Las Vegas, „Pepper Dennis“ a podobně. V současné době (rok 2009) natáčí Tango Late.

## Hudební kariéra
V roce 2002 založil společně se svými staršími bratry Petem a Chrisem rockovou kapelu Badge, kterou v prosinci 2003 přejmenovali na Mavin.
Andrew zpívá s kruhem hvězd Disney chanellu a společně s Eltonem Johnem nazpíval píseň Kruh života pro film Lví král. Dále je autorem písně Now And Again, která zazněla ve filmu Jedno přání.

## Zájmy
Mezi jeho zájmy patří matematika, herectví a hudba. Ve svém volném čase se také věnuje sportům, především surfování, snowboardingu, skateboardingu a wakeboardingu. Má také zlatého retrívra jménem Dylan.

## Filmografie
Tabulka filmů a seriálů, ve kterých A.J. Trauth účinkoval:
| Rok       | Druh   | Název (česky)          | Název (anglicky)                                   | Role                 |
| --------- | ------ | ---------------------- | -------------------------------------------------- | -------------------- |
| 2010      | Film   |                        | The Green Cafe                                     | Fotograf             |
| 2008      | Film   |                        | The Last Word                                      | Greg                 |
| 2006      | Film   | Divoká srdce           | Wild Hearts                                        | Tim                  |
| 2006      | Seriál | „Pepper Dennis“        | „Pepper Dennis'“                                   | Mitch Dinkle         |
| 2005      | Seriál | Brandy & Mr. Whiskers  | Brandy & Mr. Whiskers                              |                      |
| 2005      | Seriál | Vražedná čísla         | Numb3rs                                            | Jake                 |
| 2005      | Seriál | Kriminálka Las Vegas   | CSI: Crime Scene Investigation                     | Dexter               |
| 2005      | Seriál | Posel ztracených duší  | Ghost Whisperer                                    | Tom                  |
| 2005      | Film   | Záhadná žena: Čas her  | Mystery Woman: Game Time                           | Cameron              |
| 2005      | Seriál |                        | Fellowship                                         | Nophilmo Testimonial |
| 2005      | Seriál | Dr. House              | House M.D.                                         | Henry                |
| 2005      | Seriál | Šťastné konce          | Happy Endings                                      | Bill                 |
| 2004      | Seriál | Deník zasloužilé matky | Reba                                               | Scott                |
| 2002-2004 | Seriál | Kim Possible           | Kim Possible                                       | Josh Mankey          |
| 2002-2004 | Seriál |                        | Fillmore                                           | Chet                 |
| 2004      | Film   |                        | The Deerings                                       |                      |
| 2003      | Seriál | Sedmé nebe             | 7th Heaven                                         | Jordan James         |
| 2003      | Seriál | Oliver Beene           | Oliver Beene                                       | Harvey Dillman       |
| 2003      | Film   | Jedno přání            | You Wish!                                          | Alex Lansing         |
| 2003      | Film   |                        | Phil at the Gate                                   |                      |
| 2003      | Film   | Stevensovi bodují      | The Even Stevens movie                             | Alan Twitty          |
| 2000-2002 | Seriál | Báječní Stevensovi     | Even Stevens                                       | Alan Twitty          |
| 2001      | Seriál | Express Yourself       | Express Yourself                                   |                      |
| 2000      | Seriál | The Amanda Show        | The Amanda Show                                    |                      |
| 1999      | Film   |                        | Search for the Jewel of Polaris: Mysterious Museum | Ben                  |